# Пертоза
Пертоза (итал. Pertosa) је насеље у Италији у округу Салерно, региону Кампанија.
Према процени из 2011. у насељу је живело 446 становника. Насеље се налази на надморској висини од 308 м.

## Становништво
Према резултатима пописа становништва 2011. у општини је живело 705 становника.
| 1931. | 1936. | 1951. | 1961. | 1971. | 1981. | 1991. | 2001. | 2011. |
| ----- | ----- | ----- | ----- | ----- | ----- | ----- | ----- | ----- |
| 910   | 998   | 1.117 | 1.161 | 1.075 | 906   | 897   | 727   | 705   |